# Line Hinsch
Die Line Hinsch ist ein Traditionsschiff in Bremerhaven.

## Geschichte
Das Schiff wurde von Johann Hinsch aus Wischhafen bei der Werft Gebrüder van Diepen in Waterhuizen in Auftrag gegeben. Diese baute den Schiffstyp in größerer Stückzahl und lieferte den Küstenmotorsegler am 18. Mai 1928 als Waterhuizen mit der Baunummer 655 an Hinsch ab.
Nach zehn Jahren in Fahrt ließ der Eigner das Schiff im August 1938 auf seine heutigen Maße verlängern und einen neuen Deutz-Dieselmotor mit 50 PS einbauen, der dem Schiff eine Geschwindigkeit von 6,5 Knoten ermöglichte. Am 25. Oktober 1941 wurde der Küstensegler in Line Hinsch umgetauft. Nach dem Tod von Johann Hinsch ging das Schiff am 14. Oktober 1948 an die Witwe Adeline Hinsch, die das Schiff bis 1955 behielt.
Am 6. Oktober 1955 wurde die Line Hinsch an Johann Schmedje aus Dornbusch veräußert. Schmedje ließ im April 1961 einen neuen Deutsche-Werke-Dieselmotor mit 100 PS einbauen, der die mögliche Geschwindigkeit auf 7,5 Knoten steigerte.
Nachdem die Line Hinsch am 20. März 1972 an eine Frau Ladiges aus Hamburg übertragen worden war, wechselte das Schiff noch am 28. desselben Monats ins Binnenschiffregister. Weitere drei Jahre später, am 18. April 1975, wurde das Schiff für 14500 DM von Andreas Martens aus Hamburg ersteigert.
1988 erwarb die Bremerhavener Beschäftigungs Gesellschaft das Schiff und restaurierte es. Seit der Fertigstellung im Juni 1995 lag die Line Hinsch mit Unterbrechungen als „Pannkokenschiff“ in Bremerhaven. 2017 wurde es an privat verkauft und soll zum Wohnschiff werden.